# Gustav Malja
Gustav Malja, né le 4 novembre 1995 à Malmö, est un pilote automobile suédois.

## Biographie

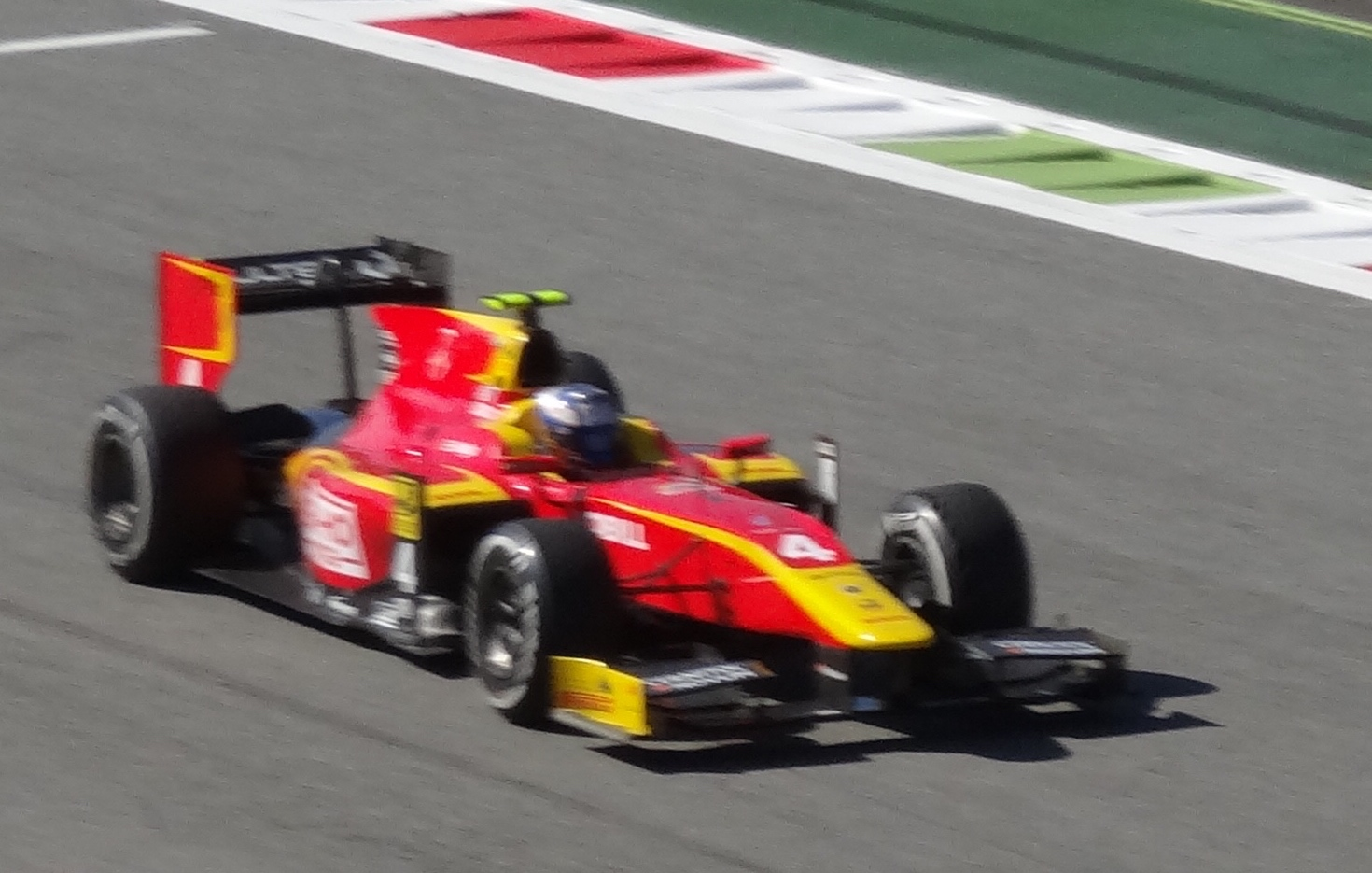
Gustav Malja à Monza en 2017.

Gustav Malja fait ses débuts en monoplace en 2011, après plusieurs titres en karting. En 2012, il est vice-champion d'ADAC Formel Masters, équivalent de la Formule 4 en Allemagne. Les années suivantes, il grimpe les échelons du sport automobile et monte sur plusieurs podiums en Formula Renault 2.0 Northern European Cup de 2013 à 2014, en Formula Renault 3.5 Series en 2015, puis en GP2 Series en 2016.
Il pilote pour la première fois une Formule 1, lors des essais collectifs de cours de saison sur le Hungaroring, en août 2017, en roulant avec la Sauber C36 pendant une journée.

## Résultats en compétition automobile

### Résultats en monoplace
| Saison | Championnat                             | Écurie                | Courses         | Victoires       | Pole positions  | Meilleurs tours | Podiums         | Points          | Classement      |
| ------ | --------------------------------------- | --------------------- | --------------- | --------------- | --------------- | --------------- | --------------- | --------------- | --------------- |
| 2011   | ADAC Formel Masters                     | Neuhauser Racing      | 24              | 0               | 0               | 0               | 1               | 69              | 13e             |
| 2012   | ADAC Formel Masters                     | Neuhauser Racing      | 23              | 3               | 1               | 9               | 16              | 307             | 2e              |
| 2012   | BRDC Formula Renault BARC Winter Series | MGR Motorsport        | 2               | 0               | 0               | 0               | 0               | 0               | n.c             |
| 2013   | Eurocup Formula Renault 2.0             | Josef Kaufmann Racing | 14              | 0               | 0               | 0               | 0               | 4               | 20e             |
| 2013   | Formula Renault 2.0 NEC                 | Josef Kaufmann Racing | 8               | 0               | 0               | 0               | 2               | 98              | 15e             |
| 2014   | Eurocup Formula Renault 2.0             | Josef Kaufmann Racing | 14              | 0               | 0               | 0               | 0               | 49              | 12e             |
| 2014   | Formula Renault 2.0 NEC                 | Josef Kaufmann Racing | 14              | 2               | 1               | 2               | 4               | 193             | 5e              |
| 2015   | Formula Renault 3.5 Series              | Strakka Racing        | 17              | 0               | 0               | 0               | 2               | 79              | 9e              |
| 2015   | Championnat d'Europe de Formule 3       | EuroInternational     | 3               | 0               | 0               | 0               | 0               | 0               | n.c             |
| 2015   | GP2 Series                              | Trident Racing        | 2               | 0               | 0               | 0               | 0               | 1               | 25e             |
| 2015   | GP2 Series                              | Rapax Team            | 3               | 0               | 0               | 0               | 0               | 1               | 25e             |
| 2016   | GP2 Series                              | Rapax Team            | 22              | 0               | 0               | 0               | 2               | 53              | 13e             |
| 2017   | Formule 2                               | Racing Engineering    | 22              | 0               | 0               | 0               | 1               | 44              | 13e             |
| 2017   | Formule 1                               | Sauber F1 Team        | Pilote d'essais | Pilote d'essais | Pilote d'essais | Pilote d'essais | Pilote d'essais | Pilote d'essais | Pilote d'essais |